# Blackers Mill FC
Blackers Mill Football Club byl severoirský fotbalový klub sídlící ve městě Armagh. Klub byl založen v roce 1978, zanikl v roce 2013.

## Sezóny
| Sezóny  | Liga                                      | Úroveň | Z  | V | R | P  | VG | OG | +/- | B  | Pozice |
| ------- | ----------------------------------------- | ------ | -- | - | - | -- | -- | -- | --- | -- | ------ |
| 2012/13 | Mid-Ulster Football League Intermediate A | 4      | 22 | 2 | 4 | 16 | 25 | 67 | -42 | 10 | 12.    |